# Trochetia granulata
Espèce
Trochetia granulata est une espèce de plantes arborescentes de la famille des Sterculiaceae, ou des Malvaceae selon la classification phylogénétique. Elle est endémique de l'île de La Réunion, dans le sud-ouest de l'océan Indien.